# Třída Columbia (ponorka)
Třída Columbia (jinak též Ohio Replacement Program, nebo (SSBN(X))) jsou perspektivní raketonosné ponorky s jaderným pohonem stavěné pro Námořnictvo Spojených států amerických. Celkem je plánována stavba dvanácti ponorek této třídy, které ve službě nahradí čtrnáct jednotek třídy Ohio. Prototypová jednotka USS Columbia má být rozestavěna roku 2021, roku 2029 být předána námořnictvu a roku 2031 vstoupit do operační služby. Jsou to vůbec největší americké ponorky. Vyznačovat se budou výzbrojí tvořenou šestnácti balistickými raketami, nízkými signaturami a pokročilými reaktory, které během 42letého palivového cyklu nebudou potřebovat výměnu paliva. To bude znamenat značnou úsporu provozních nákladů.
Prototypová ponorka a tedy celá třída budou jako první americké válečné lodě pojmenovány po District of Columbia. Všechna předcházející americká válečná plavidla totiž byla pojmenována po Columbii, ženské personifikaci Ameriky. Stávající útočná ponorka třídy Los Angeles USS Columbia (SSN-771) přitom bude vyřazena ještě před zařazením raketonosné USS Columbia do služby.

## Vývoj

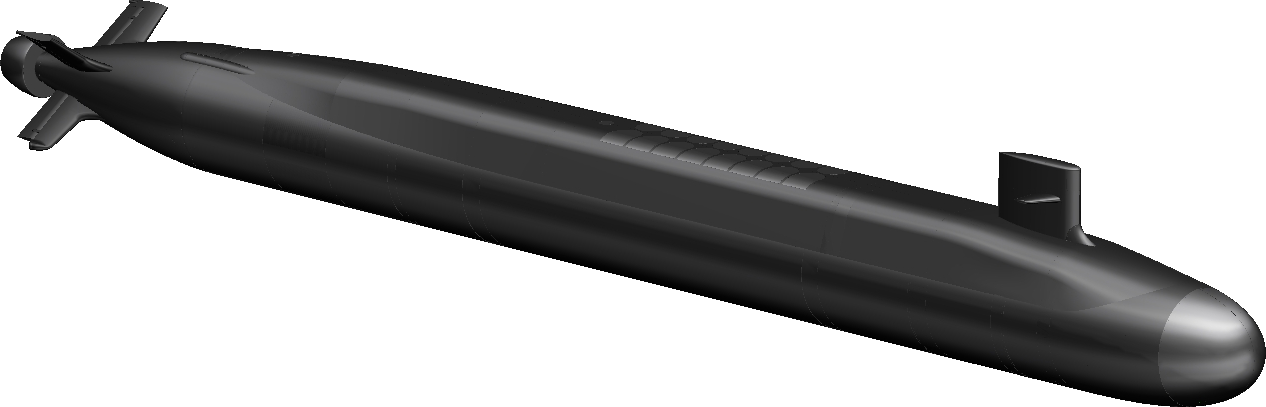
Ilustrace předpokládané podoby třídy Columbia

Program byl zahájen roku 2007. Úvodní pětiletý kontrakt v hodnotě 1,85 miliardy dolarů na vývoj této třídy získala v prosinci 2012 loděnice General Dynamics Electric Boat (GDEB). V září 2017 loděnice získala dalších 5,1 miliardy dolarů na dokončení vývoje konstrukce nových ponorek. Samotná stavba prototypu ma začít ve finančním roce 2021. Výrobce nejprve získal prostředky na stavbu prvních dvou ponorek District of Columbia a Wisconsin. Slavnostní první řezání oceli na prototypovou ponorku District of Columbia proběhlo 24. května 2019 v loděnici Huntington Ingalls Industries (HII). Kýl prototypu byl založen 4. června 2022.
Dne 4. dubna 2023 byly výrobci přiděleny prostředky pro objednávku materiálu na třetí až sedmou ponorku třídy Columbia.
Jednotky třídy Columbia:
| Jméno                               | Loděnice | Založení kýlu  | Spuštěna | Vstup do služby | Status    |
| ----------------------------------- | -------- | -------------- | -------- | --------------- | --------- |
| USS District of Columbia (SSBN-826) | GDEB     | 4. června 2022 |          | FY 2031         | ve stavbě |
| USS Wisconsin (SSBN-827)            |          |                |          |                 | objednána |
| USS Groton (SSBN-828)               |          |                |          |                 | plánována |

## Konstrukce

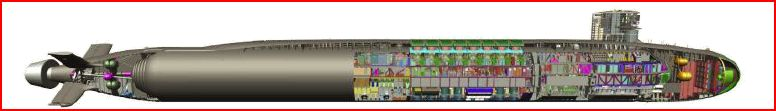
Průřez ponorkou třídy Columbia

Ponorky ponesou 16 balistických raket Trident II, které budou umístěny v nových raketových silech vyvinutých v programu Common Missile Compartment. Název projektu odkazuje na to, že stejná raketová sila dostanou i britské raketonosné ponorky, které v rámci programu Successor nahradí stávající třídu Vanguard. Sila mají být dodána do roku 2024. Kolem roku 2040 má rakety Trident II začít nahrazovat nový typ. Ponorky budou vybaveny tichým turboelektrickým pohonem, jehož jádro tvoří jeden jaderný reaktor. Místo lodního šroubu je pohání pump-jet. Kormidla budou uspořádána do X.